# Dominanță și recesivitate genetică
Dominanța în genetică este (la nivelul genei) o relație de afinitate între alelele unei gene prin care o alelă poate să mascheze (atenueze) expresia fenotipică a altei alele existente într-un locus. Inversul dominanței se numește în acest caz recesivitate, adică o stare de alelă, în care alela se manifestă fenotipic numai dacă nu este prezentă (prin acțiune) o altă alelă. Dominanța apare pentru că gena dominantă e transpusă în proteine mult mai eficient decât cealaltă.

## Relații interalelice
Relațiile interalelice sunt relațiile genotipice care se stabilesc între alelele unei gene la organismele diploide și care modifică expresia lor fenotipică. Organismele diploide au câte două alele pentru fiecare genă (sau, generalizând, pentru fiecare locus, indiferent dacă acesta corespunde unei regiuni codante sau nu), fiecare fiind situată pe câte unul din cromozomii omologi. Dacă într-o populație există două alele diferite (notate cu A și a) atunci se pot forma trei genotipuri: AA, Aa si aa. Indivizii care au genotipurile AA și aa sunt homozigoți iar cei cu genotipul Aa sunt heterozigoți. Fenotipurile asociate acestor genotipuri pot fi identice sau diferite. Dacă genotipurile AA și Aa au același fenotip atunci alela A este considerată ca alelă dominantă iar alela a ca alelă recesivă, prezența alelei A mascând expresia fenotipică a alelelei a. Manifestarea fenotipică a alelei a se va putea observa doar la organismele homozigote cu genotipul aa.
Relațiile de dominanță și recesivitate sunt relații care se stabilesc datorită interacțiunii între două alele și nu sunt proprietăți intrinsece ale alelelor: în multe situații una și aceeași alelă poate fi dominantă față de o alelă și recesivă față de altă alelă. 

## Genă și alelă
Genele sunt poziționate pe cromozomi, poziția fiecărei gene fiind numită locus (la plural loci). Cei doi loci omologi (loci situați pe aceeași poziție pe perechea de cromozomi omologi) pot fi ocupați de versiuni identice sau diferite ale genei, versiuni numite alele. În cazul în care cei doi loci omologi sunt ocupați de versiuni identice ale genei, organismul este homozigot pentru gena respectivă. În cazul în care pe cei doi loci omologi se găsesc alele diferite, organismul este heterozigot. 
Alelele diferite apar ca urmare fie a mutațiilor fie a recombinării între alele prin crossing-over. 

## Tipuri de relații interalelice
- dominanța completă apare atunci când fenotipul organismelor homozigote dominante este identic cu fenotipul observat la heterozigoți.
- dominanța incompletă sau semi-dominanța apare atunci când fenotipul organismelor heterozigote este intermediar între fenotipul organismelor homozigote dominante și cel al organismelor homozigote recesive. Dominanța incompletă se manifestă când nicio genă nu primește dominanță completă, dar nici nu e recesivă. La florile de gura-leului, există alele (diferite „arome”) pentru culoare roșie și albă. Dominanța incompletă înseamnă că dacă un ovul de la o floare  albă primește polen de la o floare roșie, planta rezultată va avea flori de culoare roz.
- codominanța apare atunci când ambele alele se exprimă din punct de vedere fenotipic în același timp. Un exemplu ar fi în cazul grupelor de sânge, dacă un părinte are grupa A, și celălalt grupa B, copilul va fi născut cu grupa de sânge AB. Astfel, ambele gene sunt exprimate și funcționale.

## Relații interalelice între alelele genelor autozomale și gonozomale
La unele organisme diploide modul de determinare a sexului este legat de prezența cromozomilor sexuali (gonozomi sau heterozomi). Unul din sexe este izogametic, producând gameți identici ce conțin același gonozom (cum este cazul la femei care produc ovule ce conțin 23 de cromozomi, unul din ei fiind întotdeauna un cromozom X) iar celălalt este heterogametic, producând două tipuri de gameți, cu unul sau altul dintre cei doi heterozomi (cum este cazul la bărbați care produc spermatozoizi ce conțin fie un cromozom X, fie un cromozom Y).
Relațiile interalelice descrise mai sus sunt identice la cele două sexe pentru genele situate pe autozomi. Pentru genele situate pe heterozomi situația este diferită, în funcție de sex și de mecanismul genetic de determinare a sexului. 
La organismele la care reglarea expresiei genelor situate pe cromozomul X nu implică inactivarea unui cromozom X (ca, de exemplu, la Drosophila) relațiile interalelice descrise mai sus se aplică și la genele situate pe cromozomul X la organismele femele, existând cu adevărat caractere dominante gonozomale sau recesive gonozomale (legate de sex). Dimpotrivă, la organismele la care reglarea expresiei genelor situate pe cromozomul X implică inactivarea unui cromozom X (precum la mamifere și deci și la specia umană) numai o singură alelă va fi activă la femele, cealaltă fiind heterocromatinizată. Inactivarea cromozomului X fiind realizată la întâmplare în fiecare celulă, femelele vor fi un mozaic celular format din două populații celulare ce se diferențiază prin alelele genelor gonozomale exprimate. Fiecare dintre aceste alele se va exprima la nivel celular indiferent dacă în alt context genotipic ele sunt dominante sau recesive. În acest caz conceptul de dominanță și recesivitate nu se mai aplică alelelor genelor situate pe cromozomul X (cu excepția celor localizate în regiunile pseudoautozomale). 
La sexul heterogametic (spre exemplu la barbații 46,XY) este prezentă doar o singură alelă pentru fiecare din genele situate pe gonozomi, alele care se vor exprima fenotipic indiferent dacă în alt context genotipic ele sunt dominante sau recesive.

## Mecanismele moleculare ale dominanței și recesivității

### Mecanisme moleculare ale dominanței
Dominanța unei alele mutante față de alela normală, numită și alelă sălbatică (wild type în engleză), se realizează print-un mecanism de câștig de funcție:
- prin creșterea numărului de molecule de ARN mesager ce pot fi traduse în proteine (supraexprimarea):

- prezența mai multor copii ale genei;
- mutații în regiunile regulatoare ce cresc rata transcripției;
- mutații ce cresc durata de viață a ARN-ului mesager.

- prin modificarea funcției proteinei sintetizate (activarea constitutivă):

- mutații ce modificăun aminoacid esențial un regularea negativă a funcției proteinei;
- gene himeră produse prin translocații reciproce.

### Mecanisme moleculare ale recesivității
Recesivitatea unei alele mutante față de alela normală, numită și alelă sălbatică (wild type în engleză), se realizează print-un mecanism de pierdere a funcției:
- prin diminuarea numărului de molecule de ARN mesager ce pot fi traduse în proteine (supraexprimarea):

- absența unei alele (haploinsuficiență) sau a ambelor alele ale genei;
- mutații în regiunile regulatoare ce diminuă rata transcripției;

- prin modificarea funcției proteinei sintetizate (proteină inactivă):

- mutații care determină sinteza unei proteine inactive (de exemplu mutațiile de tip stop);
- mutații dominant negative.

## Boli genetice dominante și recesive
O genă poate determina unul sau mai multe caractere, alele mutante putând determina variante ale caracterului sau caracterelor respectiv(e). În cazul în care caracterul se manifestă identic atât la indivizii homozigoți pentru alela normală cât și la cei heterozigoți (ce au o alelă normală și una mutantă), alela mutantă este numită alelă recesivă (alelă care nu se manifestă) iar alela normală, ce se manifestă fenotipic, este numită alelă dominantă. Alela recesivă se va putea manifesta doar atunci când organismul este homozigot pentru această alelă.  
Alelele mutante ce determină anumite boli genetice se pot manifesta:
- în stare heterozigotă (fiind deci alele dominante) și determină boli genetice ce se transmit de-a lungul generațiilor după modul dominant autozomal sau gonozomal (sau legat de sex);
- numai în stare homozigotă (fiind deci alele recesive) și determină boli genetice ce se transmit după modul recesiv autozomal sau gonozomal (sau legat de sex).

## Caractere normale și anormale dominante și recesive
| Caractere dominante                    | Caractere recesive                                                       |
| -------------------------------------- | ------------------------------------------------------------------------ |
| Nas coroiat                            | Nas drept                                                                |
| Nas roman (cu proieminență la mijloc)  | Nas drept                                                                |
| Nas grecesc (alungit)                  | Nas drept                                                                |
| Nas normal                             | Nas cartofeliform                                                        |
| Nas lat                                | Nas îngust                                                               |
| Nas lung                               | Nas scurt sau mijlociu                                                   |
| Rădăcina nasului îngustă, înaltă       | Rădăcina nasului joasă și lată                                           |
| Rădăcina nasului îngustă, înaltă       | Rădăcina nasului joasă și lată                                           |
| Nări dilatate                          | Nări înguste                                                             |
| Ochi drepți                            | Ochi pieziși                                                             |
| Ochi mari                              | Ochi mici                                                                |
| Ochi negri                             | Ochi căprui                                                              |
| Ochi gri                               | Ochi verzi                                                               |
| Iris de culoare închisă                | Iris de culoare albastră                                                 |
| Iris pigmentat                         | Iris albinist                                                            |
| Gene lungi                             | Gene scurte                                                              |
| Pleoape mari                           | Pleoape mici                                                             |
| Păr întunecat                          | Păr deschis                                                              |
| Păr creț                               | Păr ondulat                                                              |
| Păr negru                              | Păr blond                                                                |
| Păr castaniu                           | Păr roșcat                                                               |
| Păr castaniu                           | Păr blond                                                                |
| Păr cărunt la 25 ani                   | Păr cărunt apărut după 25 ani                                            |
| Șuviță albă de păr                     | Părul de aceeași culoare                                                 |
| Chelie timpurie                        | Absența cheliei                                                          |
| Piele închisă la culoare               | Piele deschisă la culoare                                                |
| Statură joasă                          | Statură înaltă                                                           |
| Dreptaci                               | Stângaci                                                                 |
| Cataractă (opacificarea cristalinului) | În normă                                                                 |
| Auz normal                             | Surditate                                                                |
| Prezența migrenei                      | Absența migrenei                                                         |
| Absența sindrom Parkinson              | Prezența sindrom Parkinson                                               |
| Dezvoltare normală                     | maladia Tay Sach (idioție amaurotică degenerescentă cerebro - vasculară) |
| Absență fenilcetonurie                 | Prezență fenilcetonurie                                                  |